# Референдум у Білорусі (1996)
24 листопада 1996 р. був проведений другий в історії незалежної Білорусі референдум. Референдум був викликаний загостренням відносин між президентом і парламентом країни. Чотири питання винесені на референдум були ініційовані президентом республіки Олександром Лукашенком і три Верховною радою Білорусі. У референдумі взяли участь 6 181 463 особи, або 84,14 % електорату.

## Питання і результати

### Питання, ініційовані президентом
- Про перенесення Дня незалежності Білорусі на 3 липня — День визволення Мінська від німецько-фашистських загарбників.

«За» проголосувало 88,18 % виборців, «проти» — 10,46 %.
- Про внесення змін і доповнень до Конституції (запропонованих президентом), які значно розширювали повноваження президента.

«За» проголосувало 70,45 % виборців, «проти» — 9,39 %.
- Про введення вільної без обмежень купівлі-продажу земель сільськогосподарського призначення.

«За» проголосувало 15,35 % виборців, «проти» — 82,88 %.
- Про скасування смертної кари.

«За» проголосувало 17,93 % виборців, «проти» — 80,44 %.

### Питання, ініційовані Верховною Радою
- Про внесення змін і доповнень до Конституції (запропонованих депутатами парламентських фракцій комуністів і аграріїв).

«За» проголосувало 7,93 % виборців, «проти» — 71,2 %.
- Про виборність керівників місцевих органів виконавчої влади.

«За» проголосувало 28,14 % виборців, «проти» — 69,92 %.
- Про фінансування усіх гілок влади відкрито і тільки з державного бюджету.

«За» проголосувало 32,18 % виборців, «проти» — 65,85 %.